# Nihonium
Nihonium ist ein künstlich erzeugtes chemisches Element mit dem Elementsymbol Nh und der Ordnungszahl 113. Im Periodensystem steht es in der 13. IUPAC-Gruppe und gehört damit zur Borgruppe.

## Geschichte und Synthese
Im Sommer 2003 soll Nihonium von amerikanischen und russischen Wissenschaftlern in einem Teilchenbeschleuniger im Vereinigten Institut für Kernforschung in Dubna durch den Beschuss von Americium (243Am) mit dem Element Calcium (48Ca) erzeugt worden sein.
Am 31. Januar 2006 wurde bekanntgegeben, dass Schweizer Forscher mit einer verfeinerten Methode, durch Beschuss einer Scheibe aus Americium mit Calcium-Atomen, 15 Moscovium-Atome herstellen konnten. Diese identifizierten sie anhand ihres Zerfallsproduktes Dubnium. Die Zerfallsreihe schließt auch das Element Nihonium ein, so dass dieses ebenfalls nachgewiesen werden konnte.
Im August 2012 berichteten japanische Forscher, es sei ihnen gelungen, das Isotop 278Nh herzustellen. Man habe eine Kette von sechs aufeinanderfolgenden α-Zerfällen identifiziert. Zusammen mit weiteren Ergebnissen der Jahre 2004 und 2007 beweise dieses Ergebnis die eindeutige Herstellung und Identifikation des Isotops 278Nh.
Der Prozess zur synthetischen Erzeugung von Nihoniumatomen hat eine sehr niedrige Effizienz, bei dem statistisch über Monate hinweg nur ein einzelnes Atom erzeugt werden kann.

## Namensgebung

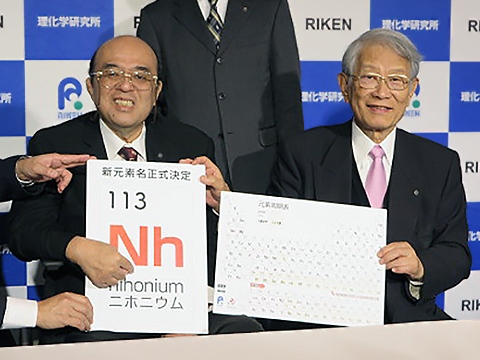
Kōsuke Morita und Hiroshi Matsumoto, 1. Dezember 2016

Nach der Entdeckung bekam das Element zunächst den systematischen Namen Ununtrium (chemisches Symbol Uut), eine Bildung aus lateinisch unum für ‚eins‘ und lateinisch tria für ‚drei‘, entsprechend der Ordnungszahl 113. Es wurde auch als Eka-Thallium bezeichnet, zusammengesetzt aus Sanskrit एक eka für ‚eins‘ und Thallium, mit Bezug auf seine Einordnung im Periodensystem ‚eine Stelle unterhalb des Thalliums‘. Am 30. Dezember 2015 wurde die Entdeckung des Elements 113 von der IUPAC offiziell anerkannt und dem japanischen RIKEN das Recht auf Namensgebung zugesprochen. Es ist damit das erste Element, das in Asien offiziell benannt werden durfte. Am 8. Juni 2016 wurde Nihonium (Symbol Nh) mit Referenz auf Nippon bzw. (in der am Institutssitz nahe Tokyo üblichen Aussprache) Nihon (Japan) als Name für das Element vorgeschlagen, die Widerspruchsfrist dazu endete am 8. November 2016. Am 30. November 2016 wurde die endgültige Namensvergabe veröffentlicht.

## Sicherheitshinweise
Es gibt keine Einstufung nach der CLP-Verordnung oder anderen Regelungen, weil von diesem Element nur wenige Atome gleichzeitig herstellbar sind und damit zu wenige für eine chemische oder physikalische Gefährlichkeit.